# Àhmad ibn Hàssan al-Maymandí
Abu-l-Qàssim Àhmad ibn Hàssan al-Maymandí Xams-al-Kufat (mort el 31 de desembre de 1032) fou visir gaznèvida sota el sultà Mahmud de Gazni (998-1030).
El seu pare fou amil de Bust en temps del pare de Mahmud, Sebuktegin, però fou executat per orde d'aquest, que després se'n va penedir. Àhmad va començar la seva carrera administrativa el 994 com a cap del departament de correspondència del príncep Mahmud. Quan aquest fou nomenat governador militar del Khurasan fou promogut a mustawfi (cap de comptabilitat) i arez (cap del departament militar); en aquest temps fou a més a més amil de Bust i de Rukkaj.
El primer visir de Mahmud fou Abu-l-Hàssan Alí ibn Abi-l-Abbàs Fadl ibn Àhmad al-Isfaraïní (994-1010) recomanat per Sebuktegin encara que suposadament Mahmud ja preferia a al-Maymandí (això és posat en dubte pels historiadors). Després de la dimissió d'al-Isfaraïní (1010 o 1011), al-Maymundí va ser nomenat governador de Khurasan (civil) i recol·lector de taxes i fou ben considerat pels habitants de la regió. Al cap de tres anys Àhmad va ser nomenat visir (1013).
Va centralitzar la recaptació a Gazni i va restablir l'àrab com a llengua administrativa (al-Isfaraïní havia introduït el persa). Entre els seus enemics el xa de Coràsmia Altuntaix, Hassanak (després visir del 1024 al 1031) i la germana de Mahmud. Entre els seus partidaris hi havia el príncep Massud ibn Mahmud. La riquesa acumulada per al-Maymandí va despertar la cobdícia de Mahmud que va ordenar detenir el visir i confiscar la seva propietat i enviar-lo finalment a l'Índia, on fou empresonat al castell de Kalinjar; Mahmud, però, no el va voler executar com li demanaven alguns cortesans (1024). Al-Maymandí va restar en presó sis anys.
Quan Massud ibn Mahmud va pujar al poder després de deposar el seu germà Muhàmmad ibn Mahmud (1030) va ordenar l'alliberament d'al-Maymandí i el va cridar a Balkh i li va oferir ser visir, càrrec que al-Maymandí va refusar, però finalment, després d'un acord delimitant responsabilitats, va acceptar el 31 de gener del 1031. Va rebre completa autoritat sobre afers financers i va apartar els possibles competidors però no va tenir part amb l'execució de Hasasnak decretada per Massud i al que va intentar salvar; també va fer d'home bo en el conflicte entre Massud i Altuntaix i el va salvar (1032).